# David Rochline
Ne doit pas être confondu avec David Rachline.
David Rochline est un artiste plurisciplinaire français, né le 25 mai 1951 à Boulogne-Billancourt et mort le 25 octobre 2015 à Villejuif. Il est l'une des figures de la scène parisienne underground des années 1970-1980.

## Parcours
David Rochline est élève de l'école nationale des arts décoratifs de Paris.
Il est le frère d'Élisabeth Rochline, décoratrice et styliste, épouse du peintre Gérard Garouste.
Au début des années 1970, il fait partie de la « bande de Malakoff » — ville où il installera son atelier —, composée entre autres d'Annette Messager, Christian Boltanski et Sophie Calle. Côté musique, il est produit par Dick Rivers et compose une série de singles inclassables.
En 1971, il est costumier, accessoiriste et comédien dans le spectacle Par delà les marronniers de Jean-Michel Ribes, monté entre autres à l'Espace Cardin, qui imagine la rencontre entre trois poètes, Arthur Cravan, Jacques Vaché et Jacques Rigaut.
En 1975, il monte au cinéma L'Entrepôt (Paris, 14e) son premier spectacle À toutes les gloires de France, qui raconte la vie de Cécile Sorel. En 1976, il expose ses œuvres dans les locaux abandonnés de ce qui n'est pas encore devenu Le Palace, un club branché. L'année suivante, il y crée Coulisses cocktails, un one man show, puis Gabriel ou le néo-classicisme (à la portée de tous). En 1977, il retrouve Ribes dans Jacky Parady ou une vie sans gravité au Théâtre de la Ville.
Durant les années 1980, il réalise les décors et joue dans les films de Virginie Thévenet.
En 1987 il crée Paris Gipsy dans le cadre du Festival d'Automne.
Il a été illustrateur pour des magazines comme Lui, Rock and Folk, ainsi que pour des pochettes de disques.
En 2009 et 2010, David Rochline monte un dernier spectacle au Théâtre du Rond-Point, Pouêt Pouêt, Monsieur Milord !, une fantaisie musicale.
En 2013, il fait partie de la distribution du film Opium d'Arielle Dombasle.
Jean-Baptiste Mondino a exécuté son portrait photographique.
Refusant de se laisser enfermer dans une démarche artistique, il déclarait préférer l’amusement à toute forme de style.

### Discographie
- La règle du jeu (Alain Bashung - H. Stermen) / Danseur étoile, CSB, 1973.